# Sideridis chersotoides
Sideridis chersotoides là một loài bướm đêm trong họ Noctuidae.